# Patrick Levy (écrivain)
Pour les articles homonymes, voir Patrick Levy et Levy.
Patrick Levy est un écrivain français de spiritualité. Il écrit principalement sur le judaïsme et l’hindouisme. Ses livres, des narrations dialoguées, abordent les différentes religions comme "des méthodes de transformation de soi".

## Biographie
Durant les années 80, il fréquente divers lieux de culte "de Belleville à l’Himalaya", rencontres dont il témoignera dans son premier livre, Dieu croit-il en Dieu ?
Il étudie notamment la Kabbale dans une école talmudique du 20ème arrondissement de Paris auprès d’Isaac Goldman, rabbin "étonnement libre dans son attitude, dans ses propos". Le Kabbaliste (2002) puis La ruse de dieu (2013) restituent leurs conversations malicieuses et subtiles.
Son livre consacré aux sâdhus a fait connaître en France la philosophie qui anime ces moines errants de l'Inde, au-delà de leur aspect pictural déjà largement documenté ; il a été traduit en anglais et en trois langues indiennes.

## Prix
- 2002 : Mention spéciale du jury du Prix spiritualité d'aujourd'hui pour Le Kabbaliste.

## Œuvres
- Qui est sage ? Des contes en antidote au fanatisme. Le Relié, 2016. 285 pages.
- La ruse de Dieu. Le Kabbaliste et l'arbre de la connaissance. Le Relié, 2013. 420 pages.
- Sâdhus. Un voyage initiatique chez les ascètes de l'Inde. Le Relié, 2009. 444 pages. Réédition chez Pocket en juin 2011.
- Le Kabbaliste. Pratique Mystique de la Bible. Le Relié, mars 2002. Réédition chez Pocket en mai 2004 avec une préface de Marc-Alain Ouaknin.
- Contes de sagesse. Dangles, collection « Horizons Spirituels », 2000. 250 pages.
- Dieu croit-il en Dieu ? Rencontres au-delà des dogmes. Albin Michel/Question de, 1993 et 1997. Préface d'Albert Jacquard.

### En traduction

#### En anglais
- Sâdhus. Prakash Books, New-Delhi, 2014.
- 110 Tales of Wisdom. From All Over the World. Vani Prakashan, New-Dehli, 2011.

#### En italien
- Il Qabbalista; Incontro con un mistico ebreo. Editrice Servitium, Milano, 2011.
- L'Astuzia di Dio. Editrice Servitium, Milano, 2015.

#### En hébreux
- Hakablist. Yahal, Tel Aviv, 2010.

#### En hindi
- Sangat Sadhu Ki. Diamond Pocket Book, Delhi, 2012.
- Desh Videsh Ki 110 Bodh Kathayen. Vani Prakashan, New-Dehli, 2015.

#### En tamoul
- Tuṟavi, trad. Sathyanandhan. Kizhakku Pathippagam, 2018.

#### En Marathi
- Livhiṅga vitha sādhuj, trad. Meena Shete-Sambhu. Padmagandha Prakashan, 2017.

### Ouvrages collectifs
- Nous sommes tous des idolâtres. Collectif avec Bernard Ginisty (christianisme), Saadame Benbabaali (islam). Centurion (Bayard Presse), collection "Le chêne de Mambré", 1994. 210 pages.
- Dieu leur parle-t-il ? Rencontres avec *Joseph Sitruck, Grand Rabbin de France; *rabbi Isaac Goldman; *Daniel Farhi, rabbin, Président du Mouvement Juif Libéral; *Monseigneur Jacques Gaillot; *Gérard Bénéteau, curé de l'église saint Eustache; *Philippe Laguérie, abbé de saint Nicolas du Chardonnet; *Claude Lagarde, théologien et catéchiste; *Stan Rougier, prêtre et écrivain; *Dalil Boubakeur, recteur de la mosquée de Paris; *Walli, un pratiquant soufi; *Larbi Kechat, recteur de la mosquée Adda'Wa; *Anila Rinchen, nonne bouddhiste au monastère de Kagyu Ling; *Denys Teundroup, lama, responsable du centre d'études bouddhique Karma Ling; *Swami Veetamohananda, responsable du Centre védentique Ramakrishna de Gretz; *Ananda Giri Maï, saddhu, naga, ermite vivant en Aveyron. Desclée de Brouwer, 1997. 432 pages.
- "Le marabout" dans Jamais de la vie, collectif sur le regret, le deuil et la mort. Les éditions du Passage, Québec, 2001.
- Le courage de vivre pour mourir, sous la direction de Nourit Masson-Skéiné, avec Marie de Hennezel, André Chouraqui, Alexandro Jodorowsky, Sogyal Rinpoché, Françoise Verny, Jean-Luc Nancy, Guy Mazars, Ginette Raimbault, Henry Bulawko, Werner Lambersy, Charlotte Herfray, Patrick Levy, Sylvie-Anne Goldberg, Archie Fire Lame Deer. Les éditions du Relié, 2000. Réédité au format de poche par Albin Michel, 2002.
- Le dialogue interreligieux, rencontres animées par Patrick Levy, avec Kheireddine Badawi, Jean Biès, Lama Kunkyab, Pir Vilayat, Pir Zia Inayat Khan, Jacques Laffitte, Alain Porte, Rab Yonatan Shani. Préface de Laurent Joffrin et postface de Michel Cazenave. Editions Dervy, 2003.
- "La femme est un Adam comme les autres", dans Actes du colloque "Homme femme, quelle relation" organisé par le Collège des humanités. Champ social éditions, 2015.
- "L'éternité n'est pas un si vieux rêve, et tout le monde n'en veut pas", dans Actes du colloque "Et si nos vies n'étaient qu'énigme" organisé par le Collège des humanités. Champ social éditions, 2017.
- "Parler... C'est mentir", dans Actes du colloque "Parler... C'est mentir" organisé par le Collège des humanités. Champ social éditions, 2020.
- "Jouir sans entrave", dans Actes du colloque "Jouir sans entrave" organisé par le Collège des humanités. Champ social éditions, 2025.

### Préfaces
- Aziz Farès, L'encre de savants est plus sacrée que le sang des martyrs. XYZ éditeur, Montréal, 2016.